# Copa dos Países Baixos
A Copa dos Países Baixos, ou Copa KNVB, é a segunda competição em importância no futebol neerlandês, atrás do Campeonato Neerlandês (Eredivisie).

## Campeões da Copa KNVB
| Temporada | Campeão           | Vice-Campeão       | Artilheiro                                                                                     |
| --------- | ----------------- | ------------------ | ---------------------------------------------------------------------------------------------- |
| 1898–99   | RAP               | HVV                |                                                                                                |
| 1899–00   | Velocitas Breda   | Ajax (Leiden)      |                                                                                                |
| 1900–01   | HBS Craeyenhout   | RAP                |                                                                                                |
| 1901–02   | HFC Haarlem       | HBS Craeyenhout    |                                                                                                |
| 1902–03   | HVV               | HBS Craeyenhout    |                                                                                                |
| 1903–04   | Koninklijke HFC   | HVV                |                                                                                                |
| 1904–05   | VOC               | HBS Craeyenhout 2  |                                                                                                |
| 1905–06   | DSV Concordia     | AC & VV Volharding |                                                                                                |
| 1906–07   | VOC Rotterdam     | Voorwaarts         |                                                                                                |
| 1907–08   | HBS Craeyenhout 2 | VOC 2              |                                                                                                |
| 1908–09   | HV & CV Quick 2   | VOC                |                                                                                                |
| 1909–10   | HV & CV Quick 2   | HVV 2              |                                                                                                |
| 1910–11   | HV & CV Quick     | HFC Haarlem        |                                                                                                |
| 1911–12   | HFC Haarlem       | Vitesse            |                                                                                                |
| 1912–13   | Koninklijke HFC   | DFC                |                                                                                                |
| 1913–14   | DFC               | HFC Haarlem        |                                                                                                |
| 1914–15   | Koninklijke HFC   | HBS Craeyenhout    |                                                                                                |
| 1915–16   | HV & CV Quick     | HBS Craeyenhout    |                                                                                                |
| 1916–17   | Ajax              | VSV                |                                                                                                |
| 1917–18   | RCH               | VVA                |                                                                                                |
| 1918–19   | não disputado     |                    |                                                                                                |
| 1919–20   | CVV               | VUC                |                                                                                                |
| 1920–21   | Schoten           | RFC Rotterdam      |                                                                                                |
| 1921–24   | não disputado     |                    |                                                                                                |
| 1924–25   | ZFC               | RFC Xerxes         |                                                                                                |
| 1925–26   | LONGA             | De Spartaan        |                                                                                                |
| 1926–27   | VUC               | Vitesse            |                                                                                                |
| 1927–28   | RCH               | PEC                |                                                                                                |
| 1928–29   | não disputado     |                    |                                                                                                |
| 1929–30   | Feyenoord         | Excelsior          |                                                                                                |
| 1930–31   | não disputado     |                    |                                                                                                |
| 1931–32   | DFC               | PSV Eindhoven      |                                                                                                |
| 1932–33   | não disputado     |                    |                                                                                                |
| 1933–34   | Velocitas         |                    |                                                                                                |
| 1934–35   | Feyenoord         |                    |                                                                                                |
| 1935–36   | Roermond          |                    |                                                                                                |
| 1936–37   | Eindhoven         |                    |                                                                                                |
| 1937–38   | VSV               |                    |                                                                                                |
| 1938–39   | Wageningen        |                    |                                                                                                |
| 1939–42   | não disputado     |                    |                                                                                                |
| 1942–43   | Ajax              |                    |                                                                                                |
| 1943–44   | Willem II         |                    |                                                                                                |
| 1944–47   | não disputado     |                    |                                                                                                |
| 1947–48   | Wageningen        |                    |                                                                                                |
| 1948–49   | Quick             |                    |                                                                                                |
| 1949–50   | PSV Eindhoven     |                    |                                                                                                |
| 1950–56   | não disputado     |                    |                                                                                                |
| 1956–57   | Fortuna '54       |                    |                                                                                                |
| 1957–58   | Sparta Rotterdam  |                    |                                                                                                |
| 1958–59   | VVV-Venlo         |                    |                                                                                                |
| 1959–60   | não disputado     |                    |                                                                                                |
| 1960–61   | Ajax              |                    |                                                                                                |
| 1961–62   | Sparta Rotterdam  |                    |                                                                                                |
| 1962–63   | Willem II         |                    |                                                                                                |
| 1963–64   | Fortuna '54       |                    |                                                                                                |
| 1964–65   | Feyenoord         |                    |                                                                                                |
| 1965–66   | Sparta Rotterdam  |                    |                                                                                                |
| 1966–67   | Ajax              |                    |                                                                                                |
| 1967–68   | ADO Den Haag      |                    |                                                                                                |
| 1968–69   | Feyenoord         |                    |                                                                                                |
| 1969–70   | Ajax              |                    |                                                                                                |
| 1970–71   | Ajax              |                    |                                                                                                |
| 1971–72   | Ajax              |                    |                                                                                                |
| 1972–73   | NAC Breda         |                    |                                                                                                |
| 1973–74   | PSV Eindhoven     |                    |                                                                                                |
| 1974–75   | ADO Den Haag      |                    |                                                                                                |
| 1975–76   | PSV Eindhoven     |                    |                                                                                                |
| 1976–77   | Twente            |                    |                                                                                                |
| 1977–78   | AZ Alkmaar        |                    |                                                                                                |
| 1978–79   | Ajax              |                    |                                                                                                |
| 1979–80   | Feyenoord         |                    |                                                                                                |
| 1980–81   | AZ Alkmaar        | Ajax               |                                                                                                |
| 1981–82   | AZ Alkmaar        |                    |                                                                                                |
| 1982–83   | Ajax              |                    |                                                                                                |
| 1983–84   | Feyenoord         | Fortuna '54        |                                                                                                |
| 1984–85   | Utrecht           | Helmond Sport      |                                                                                                |
| 1985–86   | Ajax              | Roosendaal         |                                                                                                |
| 1986–87   | Ajax              | ADO Den Haag       |                                                                                                |
| 1987–88   | PSV Eindhoven     | Roda JC            |                                                                                                |
| 1988–89   | PSV Eindhoven     | Groningen          |                                                                                                |
| 1989–90   | PSV Eindhoven     | Vitesse            |                                                                                                |
| 1990–91   | Feyenoord         | Den Bosch          | 5 gols: · Brasil Romário (PSV Eindhoven)                                                       |
| 1991–92   | Feyenoord         | Roda JC            |                                                                                                |
| 1992–93   | Ajax              | Heerenveen         |                                                                                                |
| 1993–94   | Feyenoord         | NEC                |                                                                                                |
| 1994–95   | Feyenoord         | Volendam           | 7 gols: Jack de Gier (Go Ahead Eagles) Miroslav Stefanovic (Volendam)                          |
| 1995–96   | PSV Eindhoven     | Sparta Rotterdam   | Virgil Breetveld (De Graafschap) – 8 gols                                                      |
| 1996–97   | Roda JC           | Heerenveen         | 6 gols: Michel van Oostrum (Emmen) Jon Dahl Tomasson (Heerenveen)                              |
| 1997–98   | Ajax              | PSV Eindhoven      | Dean Gorré (Ajax) – 7 gols                                                                     |
| 1998–99   | Ajax              | Fortuna '54        |                                                                                                |
| 1999–00   | Roda JC           | NEC                |                                                                                                |
| 2000–01   | Twente            | PSV Eindhoven      |                                                                                                |
| 2001–02   | Ajax              | Utrecht            |                                                                                                |
| 2002–03   | Utrecht           | Feyenoord          |                                                                                                |
| 2003–04   | Utrecht           | Twente             |                                                                                                |
| 2004–05   | PSV Eindhoven     | Willem II          |                                                                                                |
| 2005–06   | Ajax              | PSV Eindhoven      | Klaas-Jan Huntelaar (Ajax / Heerenveen) – 6 gols                                               |
| 2006–07   | Ajax              | AZ Alkmaar         | Simon Cziommer (AZ Alkmaar) – 7 gols                                                           |
| 2007–08   | Feyenoord         | Roda JC            | Roy Makaay (Feyenoord) – 7 gols                                                                |
| 2008–09   | Heerenveen        | Twente             | Paul Weerman (WKE) – 5 gols                                                                    |
| 2009–10   | Ajax              | Feyenoord          | Luis Suárez (Ajax) – 8 gols                                                                    |
| 2010–11   | Twente            | Ajax               | Albert van Nijhuis (Sparta Nijkerk) – 5 gols                                                   |
| 2011–12   | PSV Eindhoven     | Heracles Almelo    | Bas Dost (Heerenveen) – 6 gols                                                                 |
| 2012–13   | AZ Alkmaar        | PSV Eindhoven      | Jozy Altidore (AZ Alkmaar) – 8 gols                                                            |
| 2013–14   | Zwolle            | Ajax               | Aron Jóhannsson (AZ Alkmaar) – 6 gols                                                          |
| 2014–15   | Groningen         | Zwolle             | Arkadiusz Milik (Ajax) – 8 gols                                                                |
| 2015–16   | Feyenoord         | Utrecht            | 5 gols: Patrick Gerritsen (Excelsior '31) Sébastien Haller (Utrecht)                           |
| 2016–17   | Vitesse           | AZ Alkmaar         | Lewis Baker (Vitesse) – 5 gols                                                                 |
| 2017–18   | Feyenoord         | AZ Alkmaar         | Wout Weghorst (AZ Alkmaar) – 9 gols                                                            |
| 2018–19   | Ajax              | Willem II          | Oussama Idrissi (AZ Alkmaar) – 6 gols                                                          |
| 2019–20   | não houve campeão |                    |                                                                                                |
| 2020–21   | Ajax              | Willem II          | Oussama Idrissi (AZ Alkmaar) – 6 gols                                                          |
| 2021–22   | PSV Eindhoven     | Ajax               | Danilo (Ajax) - 6 gols                                                                         |
| 2022–23   | PSV Eindhoven     | Ajax               | F. Van der Linden (Spakenburg) - 5 gols                                                        |
| 2023–24   | Feyenoord         | NEC                | 5 gols: Milan Smit (SC Cambuur) Kornelis Hansen (Almere City)                                  |
| 2024–25   | Go Ahead Eagles   | AZ Alkmaar         | 4 gols: Milan Zonneveld (Quick Boys) Ivan Perišić (PSV Eindhoven) Ricardo Pepi (PSV Eindhoven) |

## Títulos por equipe
| Equipe           | Títulos | Anos em que venceu |
| ---------------- | ------- | --- |
| Ajax             | 20      | 1916–17, 1942–43, 1960–61, 1966–67, 1969–70, 1970–71, 1971–72, 1978–79, 1982–83, 1985–86, 1986–87, 1992–93, 1997–98, 1998–99, 2001–02, 2005–06, 2006–07, 2009–10, 2018–19, 2020–21 |
| Feyenoord        | 14      | 1929–30, 1934–35, 1964–65, 1968–69, 1979-80, 1983-84, 1990-91, 1991-92, 1993-94, 1994-95, 2007-08, 2015–16, 2017–18, 2023-24                                                       |
| PSV Eindhoven    | 11      | 1949–50, 1973–74, 1975–76, 1987–88, 1988–89, 1989–90, 1995–96, 2004–05, 2011–12, 2021–22, 2022–23                                                                                  |
| Quick Den Haag   | 4       | 1908-09, 1909-10, 1910-11, 1915-16 |
| AZ Alkmaar       | 4       | 1977-78 1980-81, 1981-82, 2012-13 |
| Koninklijke      | 3       | 1903-04, 1912-13, 1914-15 |
| Sparta Rotterdam | 3       | 1957-58, 1961-62, 1965-66 |
| Utrecht          | 3       | 1984-85, 2002-03, 2003-04 |
| Twente           | 3       | 1976-77, 2000-01, 2010-11 |
| VOC Rotterdam    | 2       | 1904-05, 1906-07 |
| Craeyenhout      | 2       | 1900-01, 1907-08 |
| HFC Haarlem      | 2       | 1901-02, 1911-12 |
| RHC              | 2       | 1917-18, 1927-28 |
| Dordrecht        | 2       | 1913-14, 1931-32 |
| Wageningen       | 2       | 1938-39, 1947-48 |
| Willen II        | 2       | 1943-44, 1962-63 |
| Fortuna Sittard  | 2       | 1956-67, 1963-64 |
| ADO Den Haag     | 2       | 1967-68, 1974-75 |
| Roda JC          | 2       | 1996-97, 1999-00 |
| RAP Amesterdã    | 1       | 1898-99 |
| Velocistas Breda | 1       | 1899-00 |
| HVV Den Haag     | 1       | 1902-03 |
| VV Concórdia     | 1       | 1905-06 |
| CVV Mercurius    | 1       | 1919-20 |
| VV Schoten       | 1       | 1920-21 |
| ZFC              | 1       | 1924-25 |
| LONGA            | 1       | 1925-26 |
| VUC Den Haag     | 1       | 1926-27 |
| Velocistas 1897  | 1       | 1933-34 |
| RFC Roermond     | 1       | 1935-36 |
| FC Eindhoven     | 1       | 1936-37 |
| VSV              | 1       | 1937-38 |
| Quick Nijmegen   | 1       | 1948-49 |
| VVV Venlo        | 1       | 1958-59 |
| NAC Breda        | 1       | 1972-73 |
| SC Heerenveen    | 1       | 2008-09 |
| PEC Zwolle       | 1       | 2013-14 |
| FC Groningen     | 1       | 2014-15 |
| Vitesse          | 1       | 2016-17 |
| Go Ahead Eagles  | 1       | 2024–25 |

1. ↑  «Copa da Holanda Estatísticas, 2024-25 - ESPN (BR)». ESPN. Consultado em 21 de abril de 2025